# لودفيغ هولم
لودفيغ هولم (بالدنماركية: Ludvig Holm)‏ هو ملحن دنماركي، ولد في 24 ديسمبر 1858، وتوفي في 8 أبريل 1928.